# Aulacorhynchus whitelianus
El tucanete de tepuy (Aulacorhynchus whitelianus) es una especie de ave piciforme perteneciente a la familia de los tucanes que vive en Sudamérica No se conocen subespecies.
Es nativa de los bosques húmedos de los tepuyes y otras tierras altas del Escudo Guayanés. Anteriormente se consideraba conespecífico con el tucanete de Derby.

## Subespecies
Hay reconocidas tres subespecies:
- A. w. duidae - Chapman, 1929: Encontrada en Monte Duida (sur de Venezuela)
- A. w. whitelianus - Salvin & Godman, 1882: Encontrada en Roraima y cerca de tepuis (sur de Venezuela y noroeste de Guyana)
- A. w. osgoodi - Blake, 1941: Encontrada en el sur de Guyana